# Csepel Művek
A Csepel Vas és Fémművek (közkeletű nevén: Csepel Művek) a Magyar Népköztársaság egyik jelentős nehéz- és gépipari állami vállalata volt.

## Fekvése
A Csepel-sziget északi részén, Budapest XXI. kerületének Csepel-Gyártelep nevű városrészén, a jogelőd Weiss Manfréd Acél- és Fémművek telephelyén terült el.

## Története

### Előzményei
1944-ben, a német megszálláskor a Weiss Manfréd Acél- és Fémművek tulajdonosait a németek letartóztatták és a gyár vezetését 25 évre az SS vette át. A második világháborúban a gyártelep és berendezései óriási károkat szenvedtek, jórészt megsemmisültek a géptípusok rajzai, a szabványok is, szakértelemmel rendelkező munkaereje szétszéledt, sokan közülük meghaltak. A gépek pótlása nagy nehézségeket okozott, de nagy erőfeszítéseket tettek érte, nem csak a hazai szükséglet miatt, hanem mert a gyárnak háborús jóvátételre is gépeket kellett termelnie és el kellett látnia a megszálló szovjet hadsereget is járműalkatrészekkel. 1947-ben a gyár termelésének 90 százaléka háborús jóvátétel volt.

### Az államosítás után
Az üzemet 1946-ban állami felügyelet alá helyezték, de már azelőtt felszámolták a WM Repülőgép- és Motorgyár RT-t. Ekkor a Weiss-Chorin-család tulajdonjoga még nem szűnt meg, de 1948-ban ténylegesen államosították, a neve WM Acél- és Fémművek Nemzeti Vállalat lett. 1948-1950 között a gyár vezérigazgatójának a mérnök Bíró Ferencet (1904-2006), Rákosi Mátyás öccsét nevezték ki.

### Az 1950-es években
A vállalat neve 1950 és 1956 között Rákosi Mátyás Vas- és Fémművek, majd 1956-tól Csepel Vas- és Fémművek volt.
A vállalat ebben az időszakban  a szocialista nagyipar fellegvárának számított. Az egyik gyáregységében készültek például a hazai árufuvarozásban és a hadseregben egyaránt hosszú időn át használatos Csepel teherautók. Egy másik gyáregységben 1950-ben adták át az első P-20-as motorkerékpárt, amely nevezetessé vált.
Az erőltetett iparosítás éveiben a gyárban a szerszámgépek termelése egyre növekedett. Amikor azonban 1954-ben változott az iparpolitika, a termelés visszaesett.
A Rákosi-korszakban az üzem neve már nem utalt Weiss Manfrédra.
1948 és 1950 között a gyár vezérigazgatójának a mérnök Bíró Ferencet (1904-2006), Rákosi Mátyás öccsét nevezték ki. 1950 és 1956 között a neve Rákosi Mátyás Vas- és Fémművek volt, majd 1956-tól Csepel Vas- és Fémművek. Az erőltetett iparosítás éveiben a gyárban a szerszámgépek termelése egyre növekedett, amikor azonban 1954-ben változott az iparpolitika, a termelés visszaesett.

### A Tröszt
A Csepel Művek Trösztöt 1963-ban szervezték meg. Magyarország legnagyobb vertikálisan szervezett ipari trösztje volt. A következő két évtizedben újra növekedett és diverzifikálódott a KGST-együttműködés és a jelentős nyugati export következtében. Az 1970-es évektől a termelés csaknem felét a nyugati export tette ki.
Tagvállalatai a következők voltak:
- Csepeli Fémmű,
- Csepeli Acélmű,
- Csepeli Csőgyár,
- Csepeli Vas- és Acélöntödék,
- Csepeli Szerszámgépgyár,
- Csepeli Kerékpár- és Varrógépgyár,
- Csepeli Egyedi Gépgyár,
- Csepeli Motorkerékpárgyár,
- Csepeli Erőmű és Szolgáltató Üzemek,
- Csepeli Transzformátorgyár,
- Pannonia (Pannónia?)  Külkereskedelmi Vállalat,
- Csepeli Vas- és Fémművek Hiradástechnikai Gépgyára,
- Rézhengerművek,
- Székesfehérvári Vas- és Fémöntöde,
- Metallochemia,
- Qualital Könnyűfémipari Feldolgozó Vállalat.[1]
- egy tervező intézet.

A Tröszt megszüntetését megelőzően jelentős átszervezést hajtottak végre, amelynek során új intézményeket és intézeteket is létrehoztak. Ezek közé tartoztak: a Csepel Művek Védelemszervezési Intézménye, a Csepel Művek Irányítás- és Számítástechnikai Intézet,a Csepel Művek Oktatási és Társadalomtudományi Intézet, a Csepel Művek Szociális és Munkásellátási Intézet és a Csepel Művek Tervező és Kutató Intézet. Ezek a Tröszttel együtt szűntek meg.
A fénykorában, 1965 körül több mint 37 ezer embert foglalkoztató kombinát 1983-as szétdarabolását követően az ipari tevékenység fokozatosan leépült.

### A Csepel Művek Ipari Központ
Az üzemeket koordináló szervként 1983-ban megalakították a Csepel Művek Ipari Központot, amelyet a Csepel Művek ekkor újonnan életre hívott Igazgató Tanácsa irányított. A Tröszt megszüntetése után az egyre inkább veszteségesen működő vállalatok önállóvá váltak, közülük az 1980-as évek végén, az 1990-es évek elején számos átalakult, illetve megszűnt.

### A rendszerváltás óta

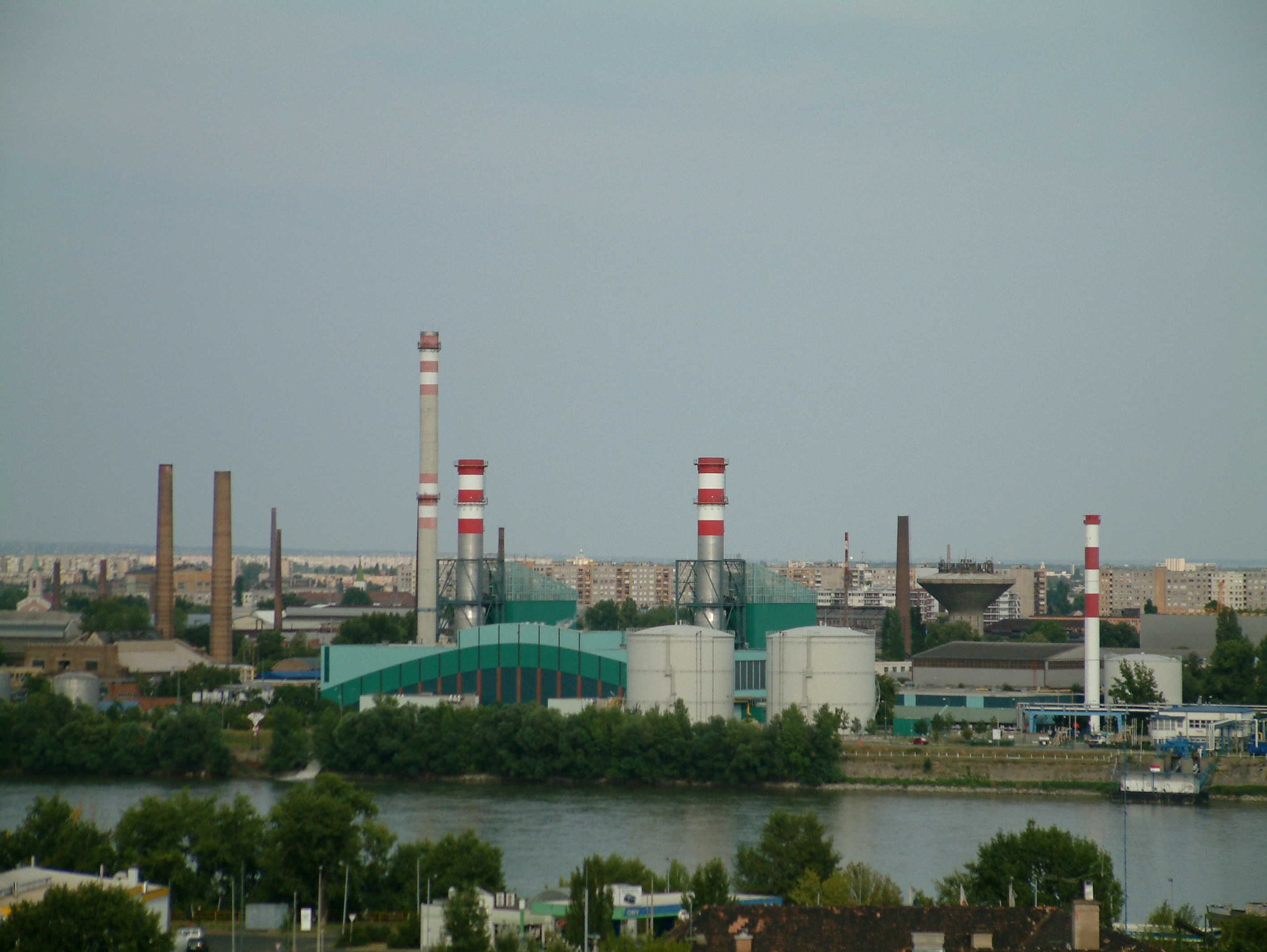
A Csepel Művek és a Csepeli Erőmű Budafokról nézve

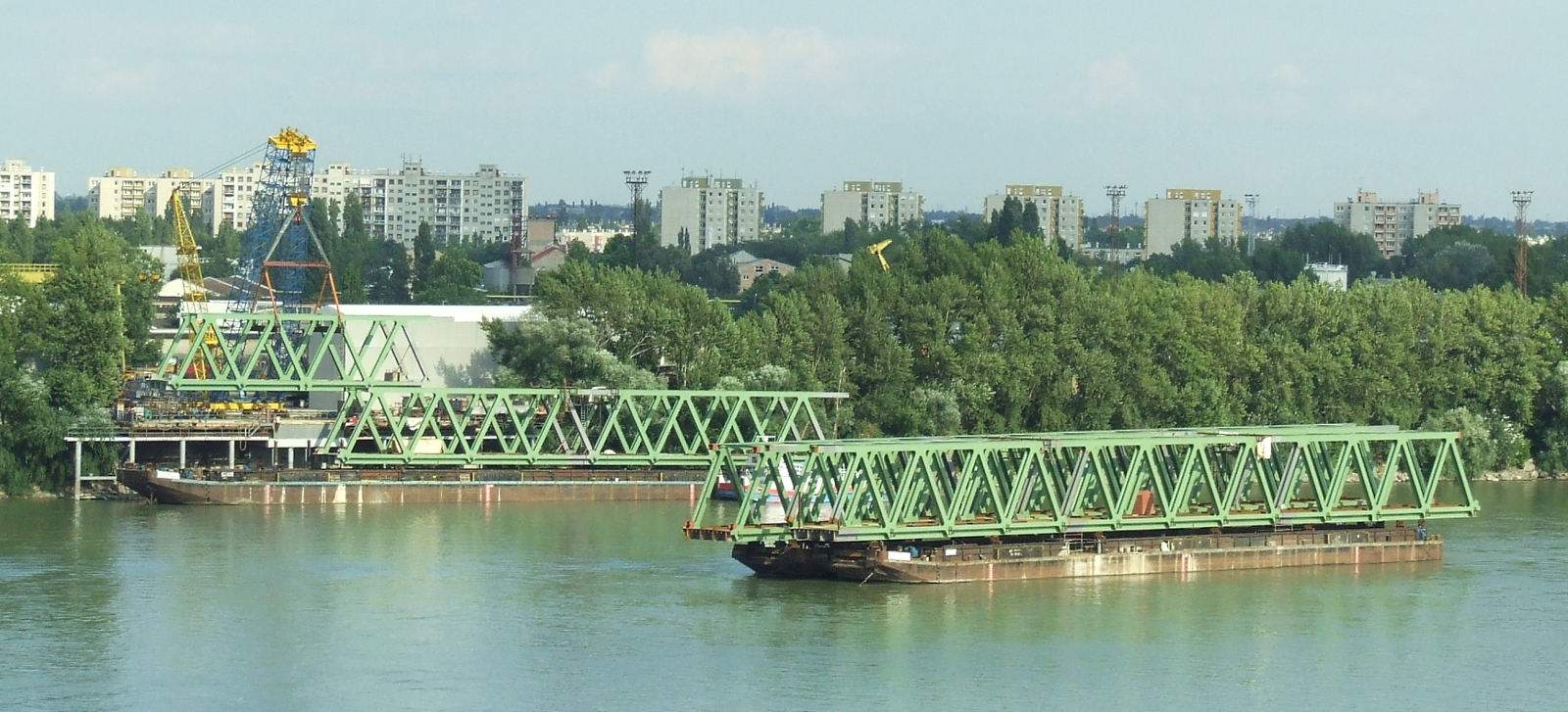
A 2008-2009 között átépült Újpesti vasúti híd új elemei a Ganz acélszerkezet-gyártó telepén

A rendszerváltás idején lezajlott gazdasági átalakulás óta főleg csepeli és környéki zenekarok próbatermeiként van használatban és rengeteg apró cég bérli a gigantikus méretű romos üzemcsarnokokat, irodákat és telephelyeket.

„Amerikai többséggel alakult meg 1988-ban a Schwinn-Csepel Kerékpárgyártó Kft., amely - a Schwinn amerikai csődje után - többszöri tulajdonosváltáson ment keresztül, 1994-ben rt-vé alakult, 2000 óta a Tandem-Szolnok Kft. a tulajdonosa, mely Magyarországon továbbra is Schwinn márkanéven hoz forgalomba kerékpárokat. Az egyik fő "alaptevékenységet" jogutódként az 1993-ban létesített, jelenleg 100 százalékban magyar magánszemélyek tulajdonban lévő Csepeli Fémmű Rt. viszi tovább.
A szintén 1993-ban alakult Csepeli Csőgyár Rt. felszámolás alatt áll[mikor?], a magyar magánszemélyek tulajdonában lévő Csepeli Acélcső Kft. viszont a Weiss Manfréd márkanevet használva folytatja a termelést. Az amerikai tulajdonba került Csepel Vas- és Acélöntöde UBP Csepel Rt. néven termel, s nem tekinti magát jogutódnak.”

Komolyabb üzemnek a Csepel bicikligyár utódja, a csőgyár, a vasöntöde és Budafokkal szemben, a Duna bal partján álló Csepeli Erőmű, az Oiltanking tartálytelepe, továbbá tőle délre a nagy forgalmat bonyolító Metrans konténerterminál számít.

## Képtár

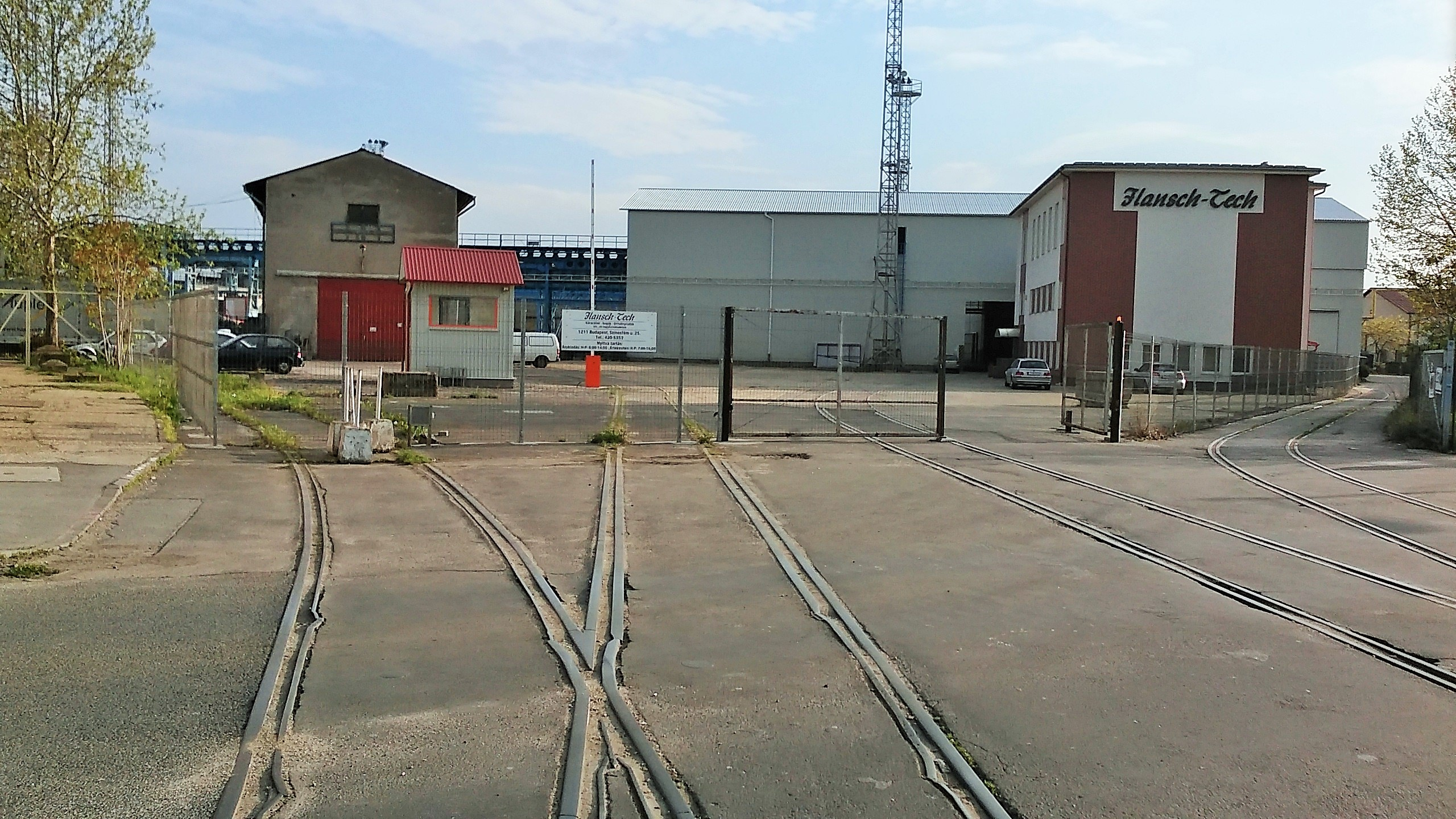
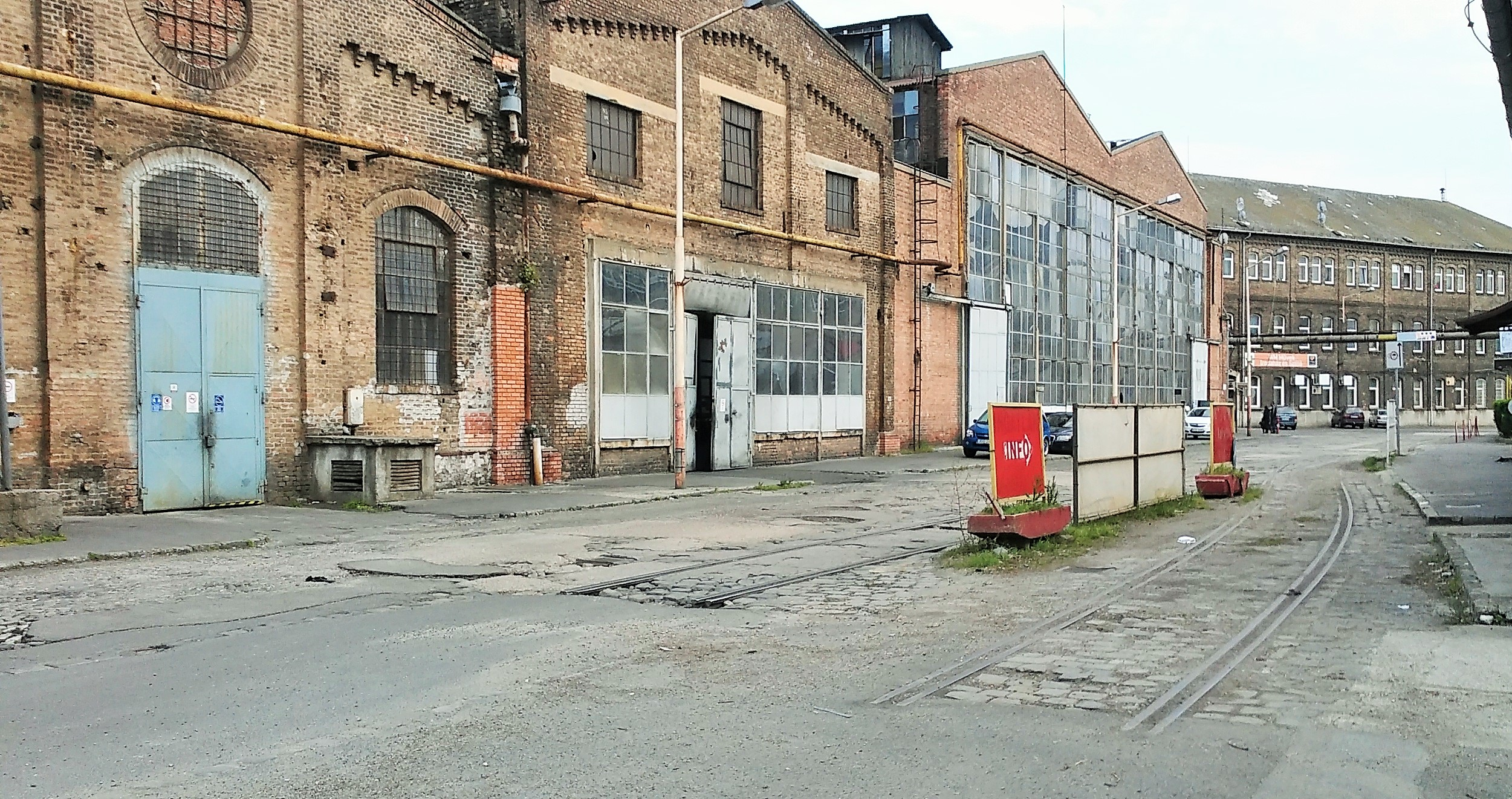
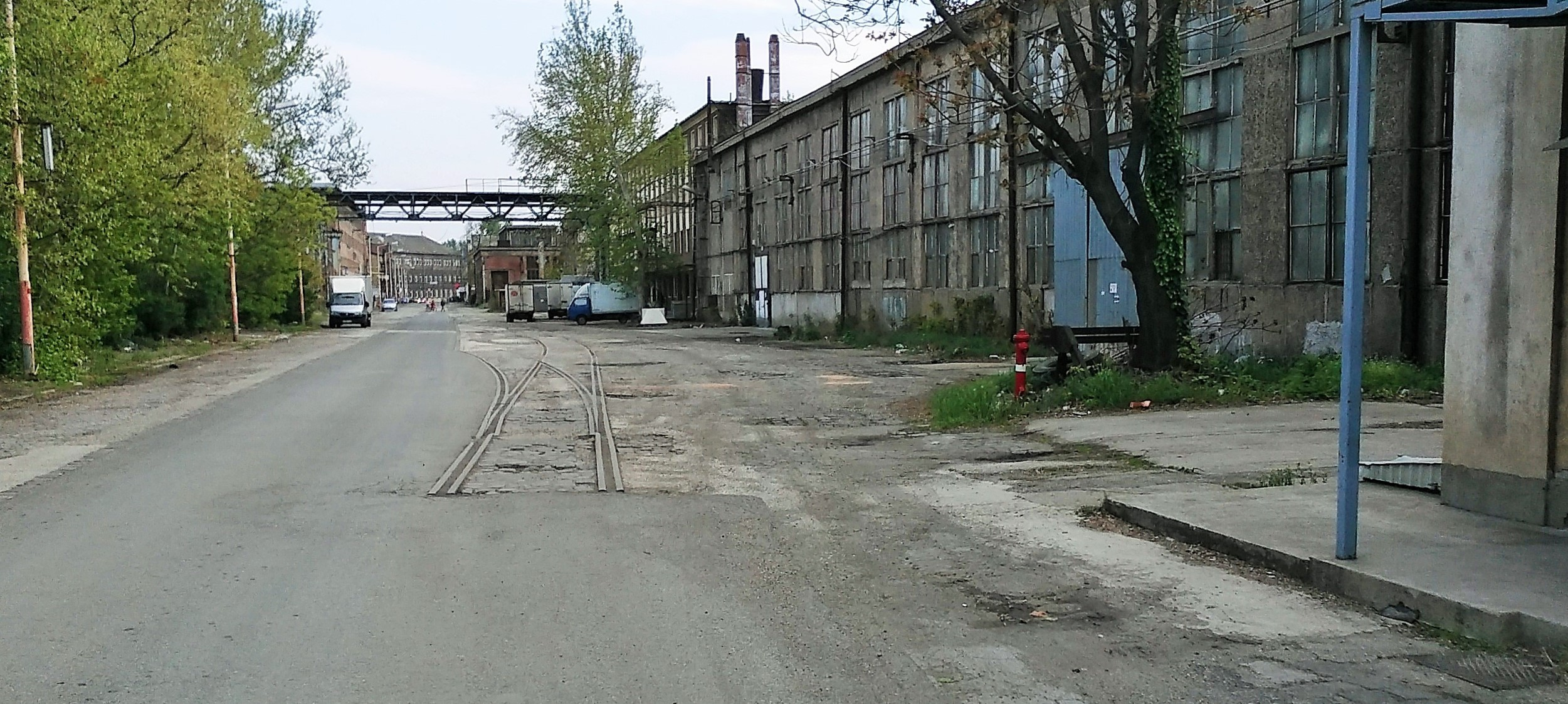
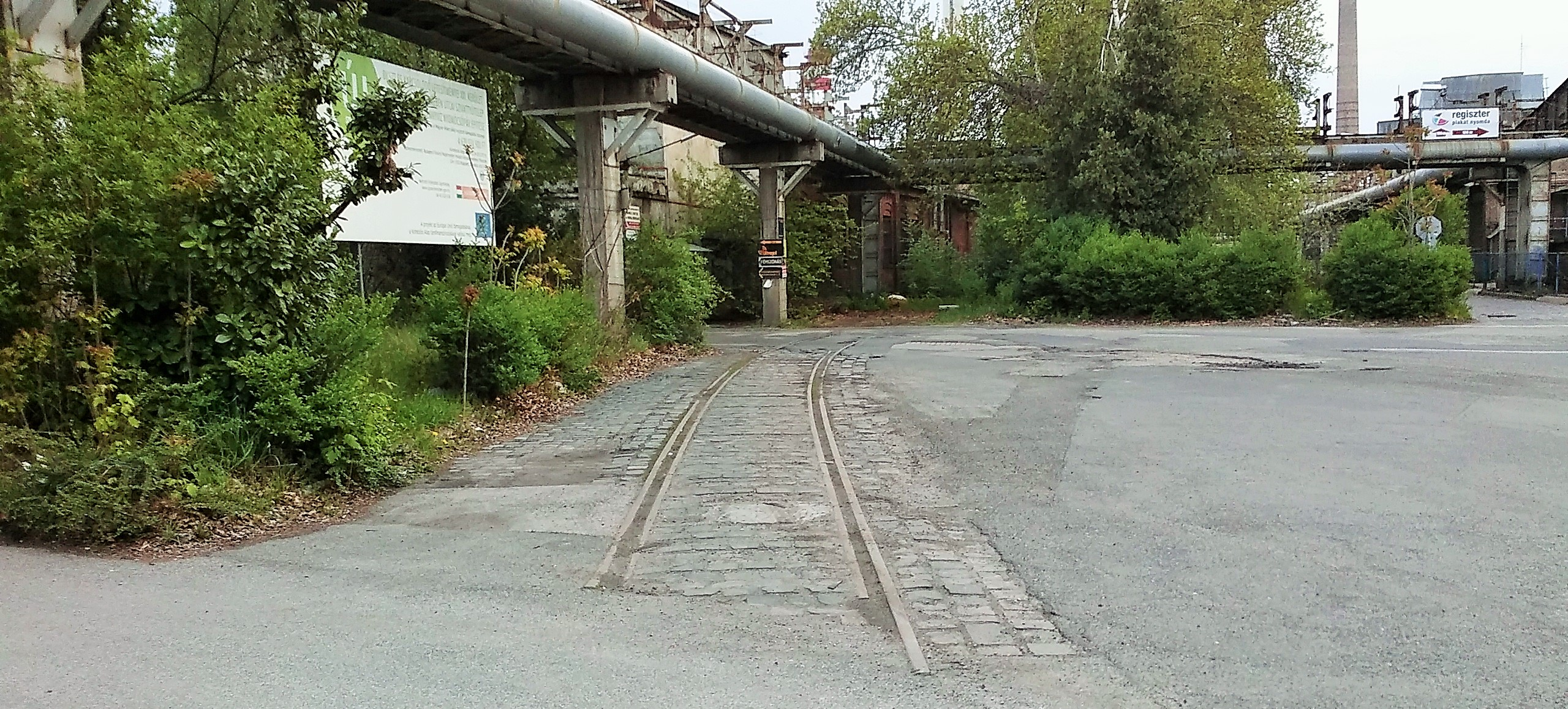
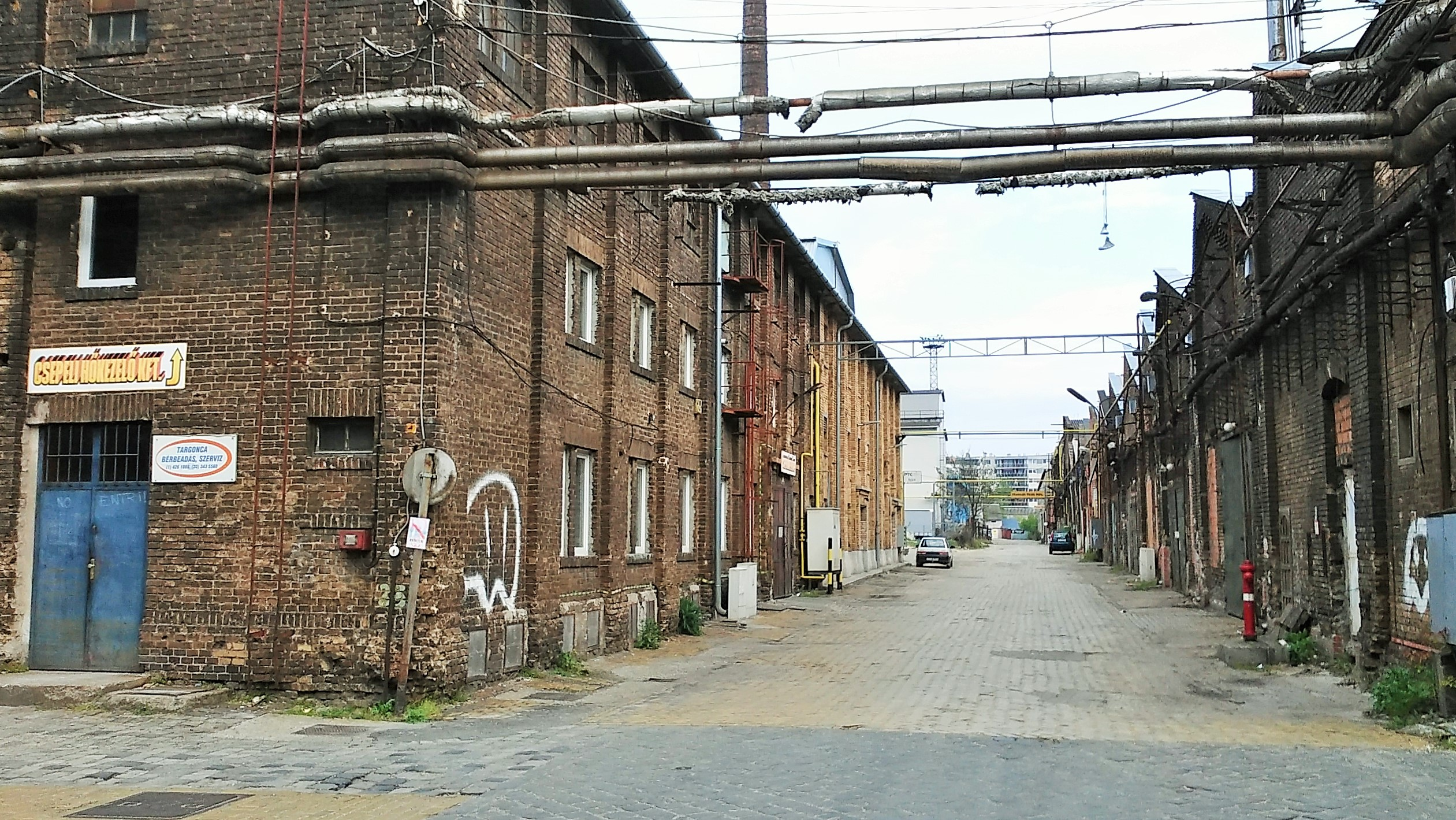
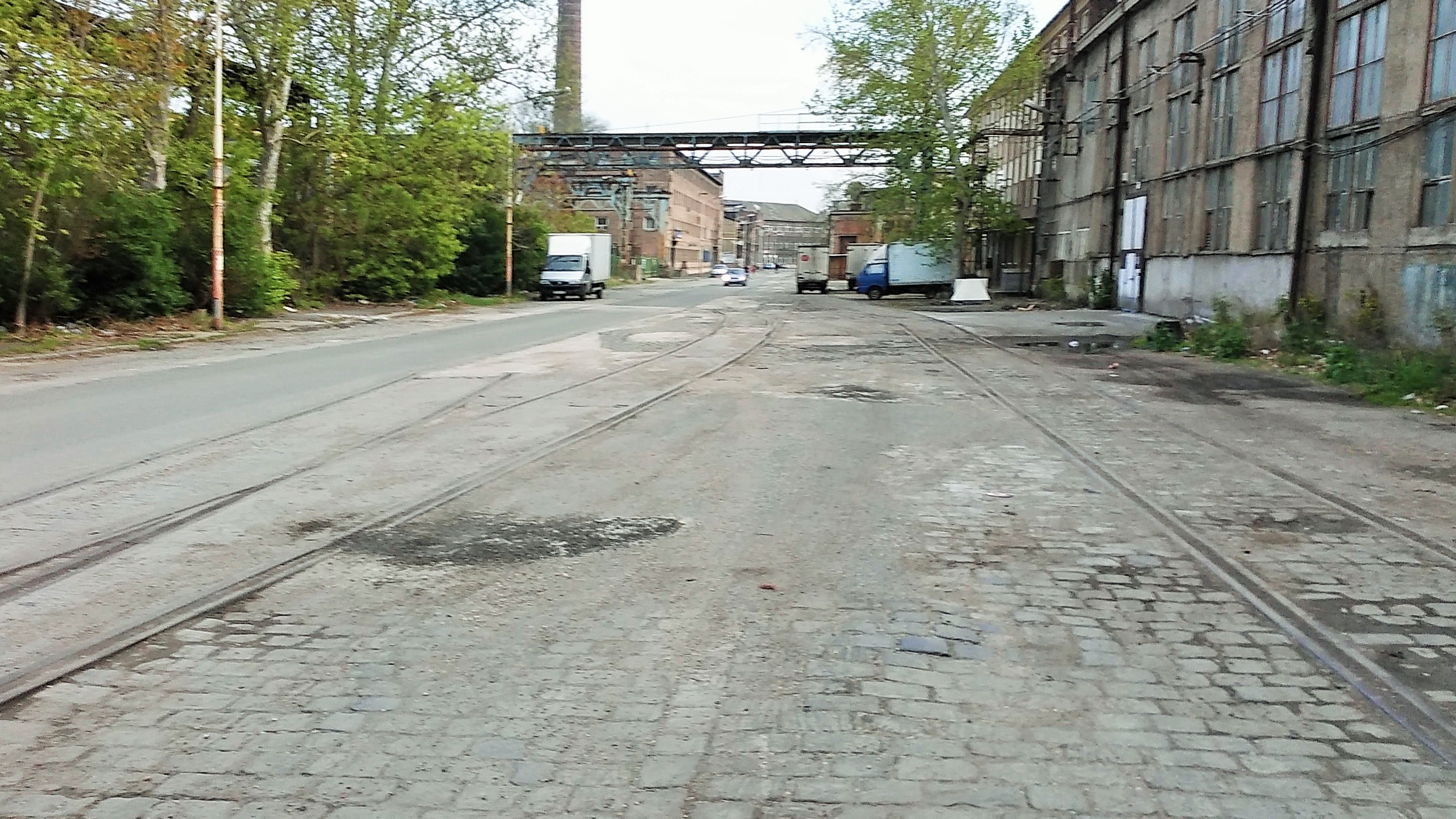
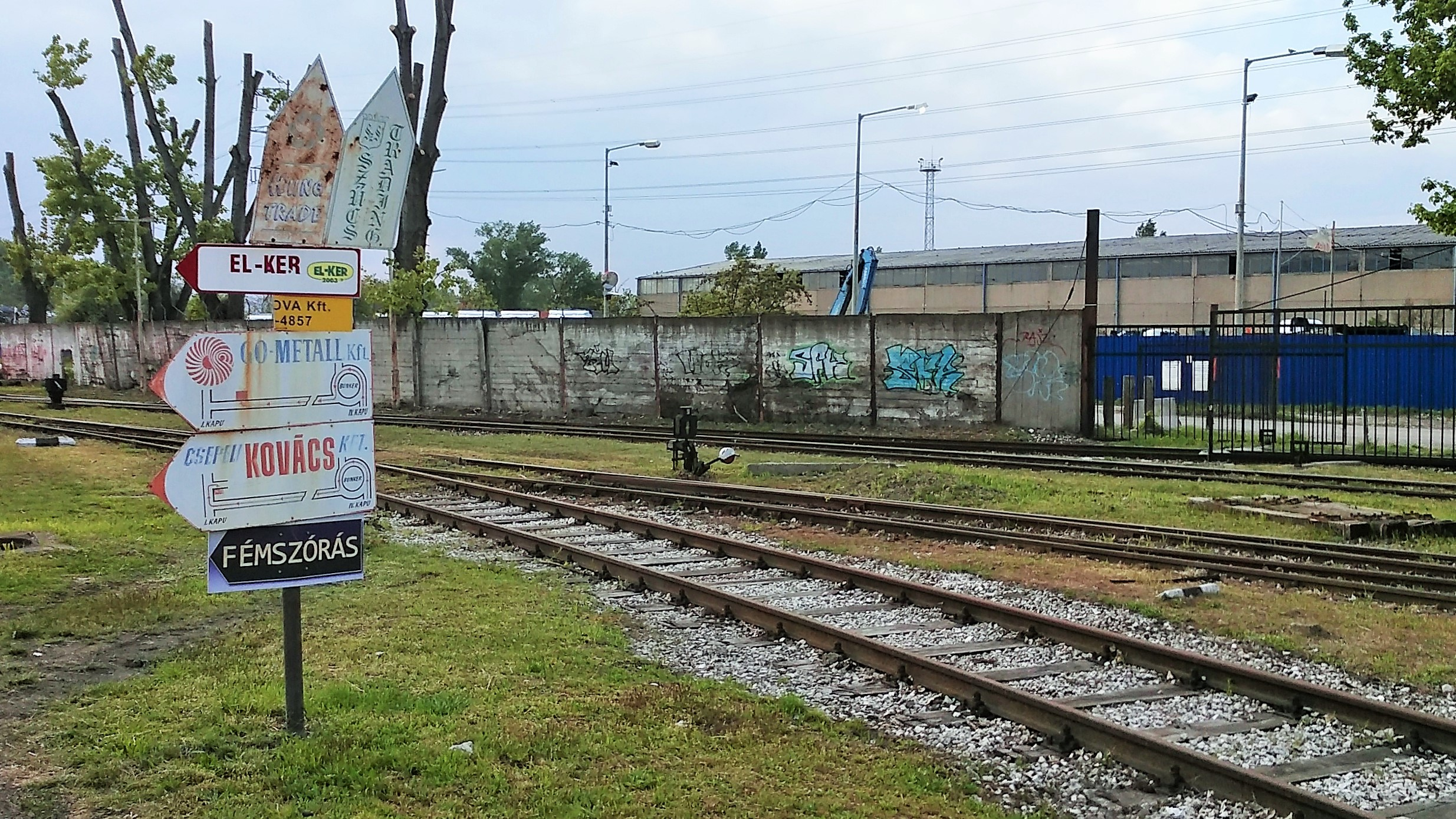
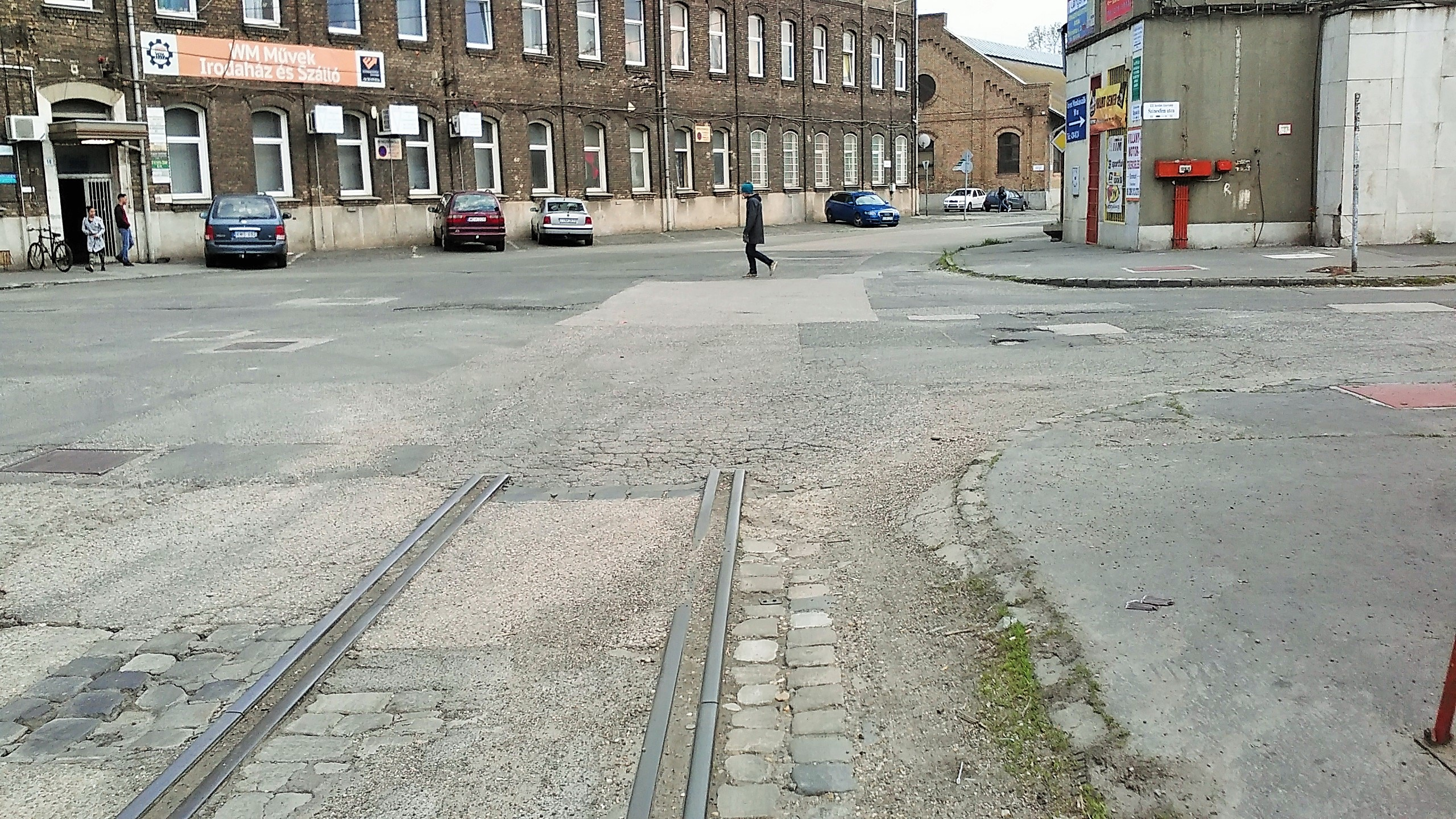
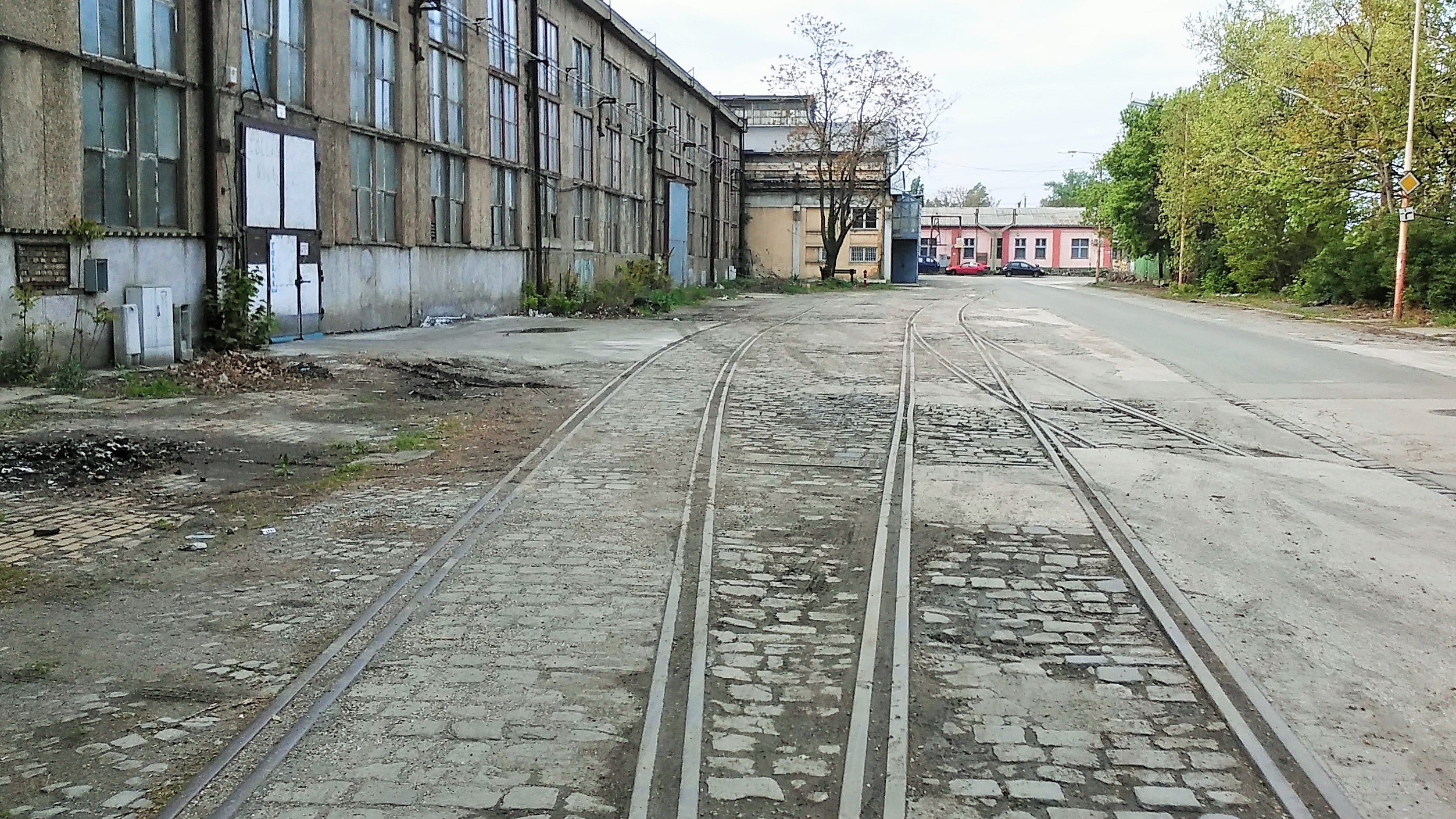
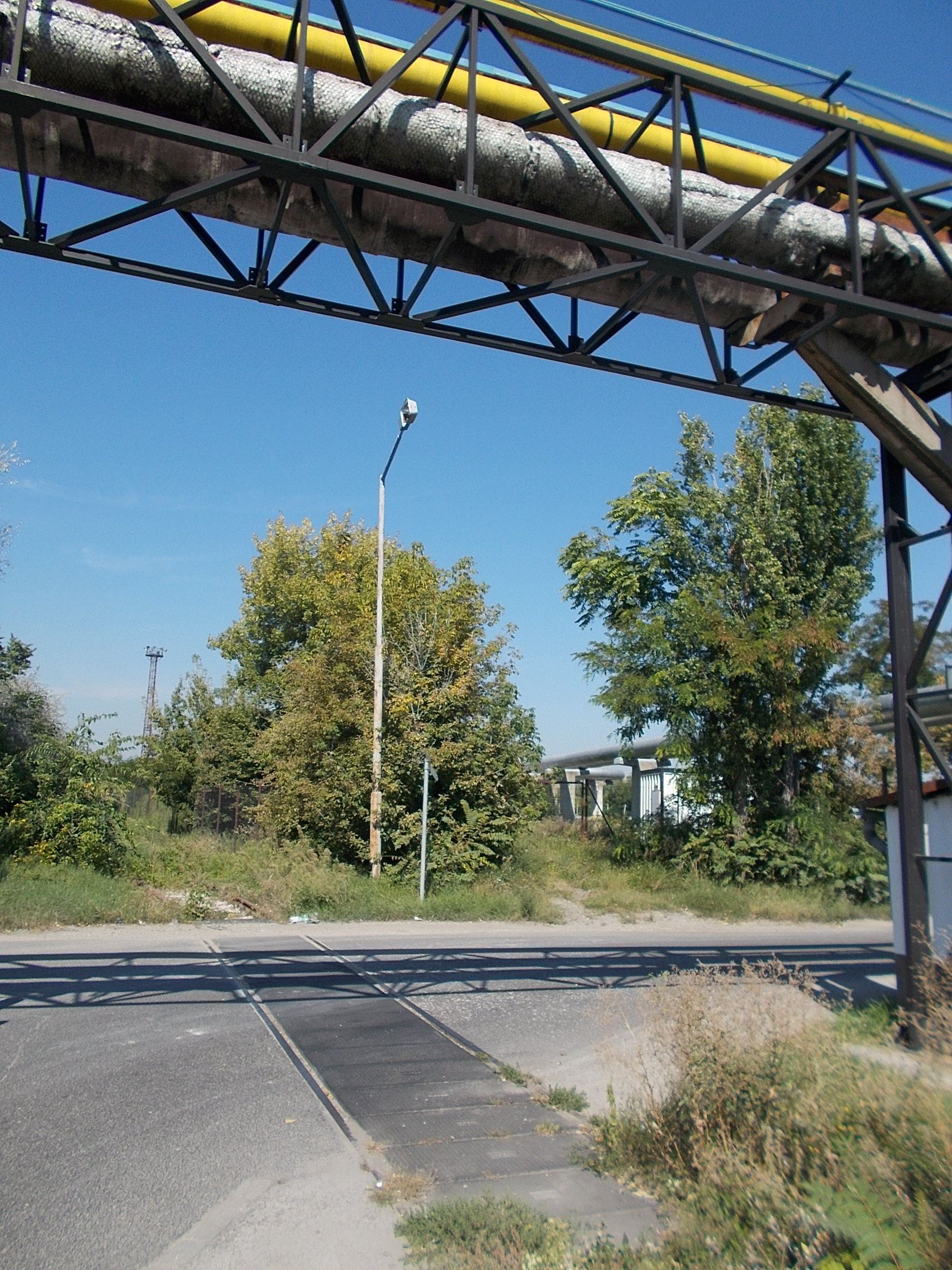
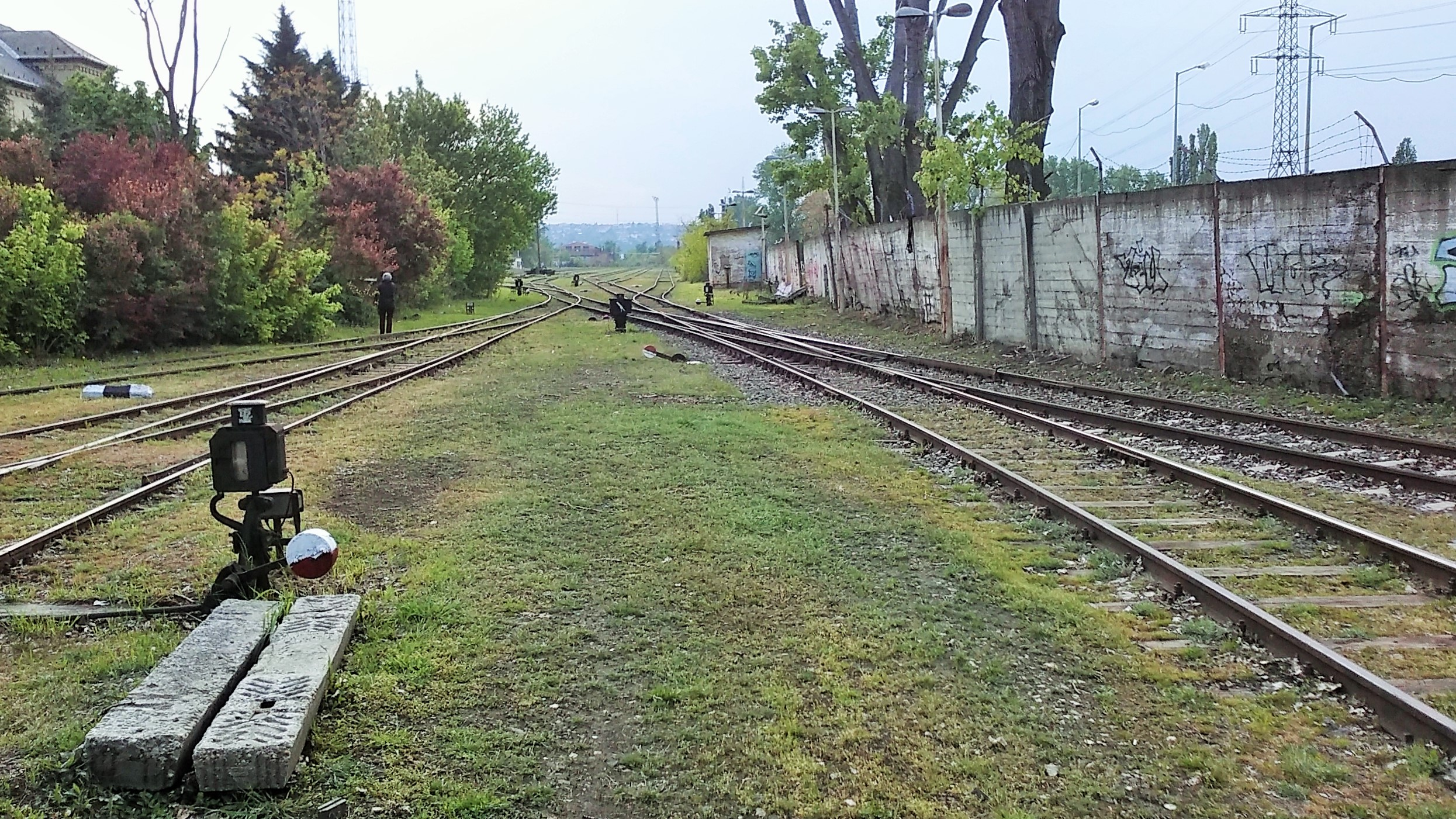
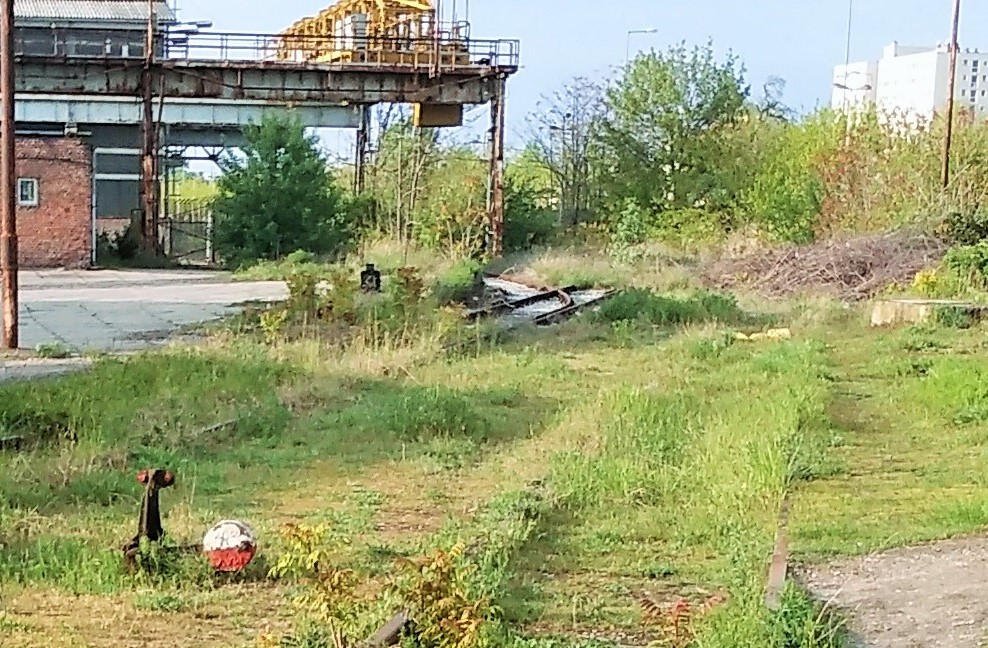
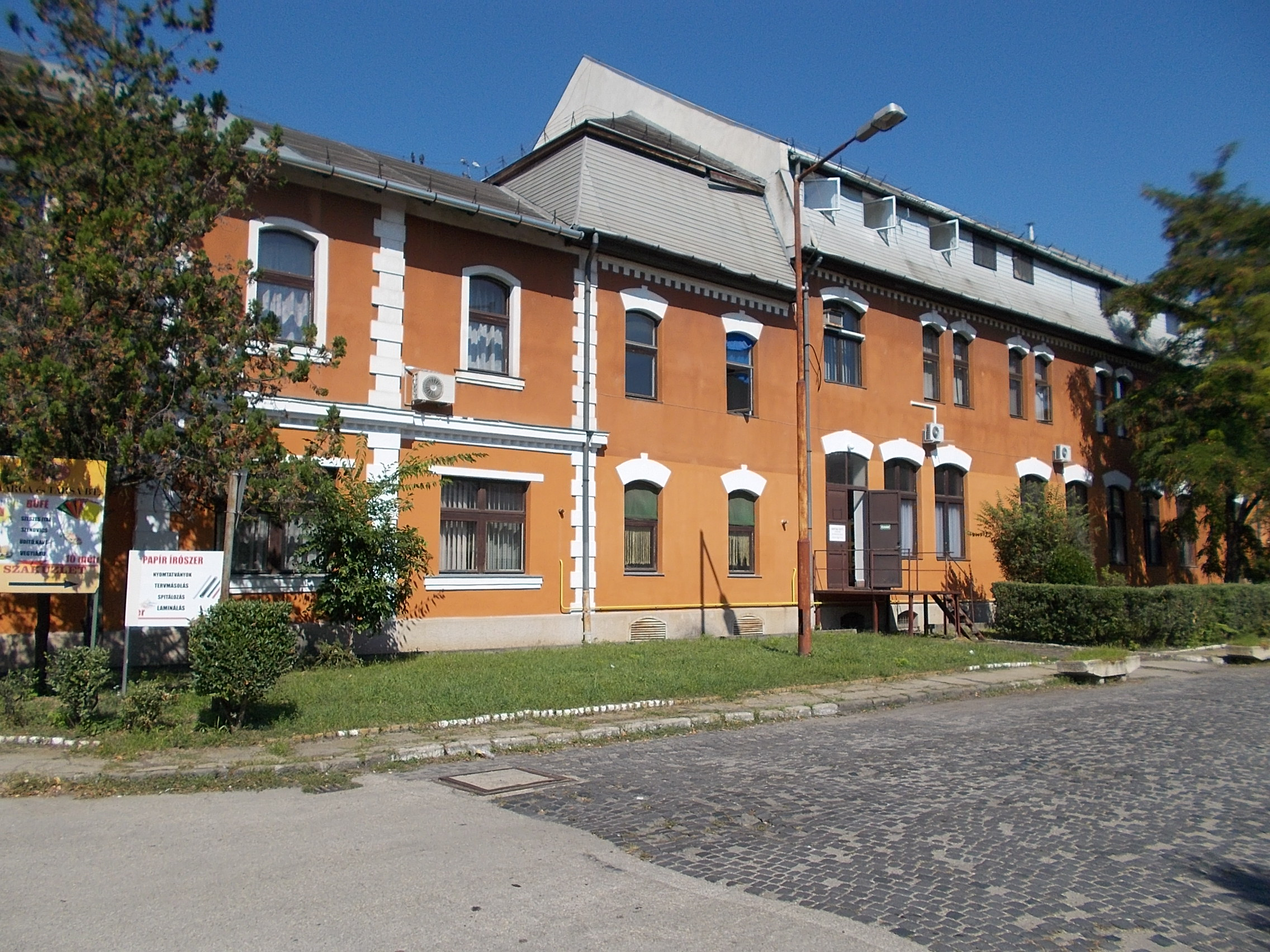
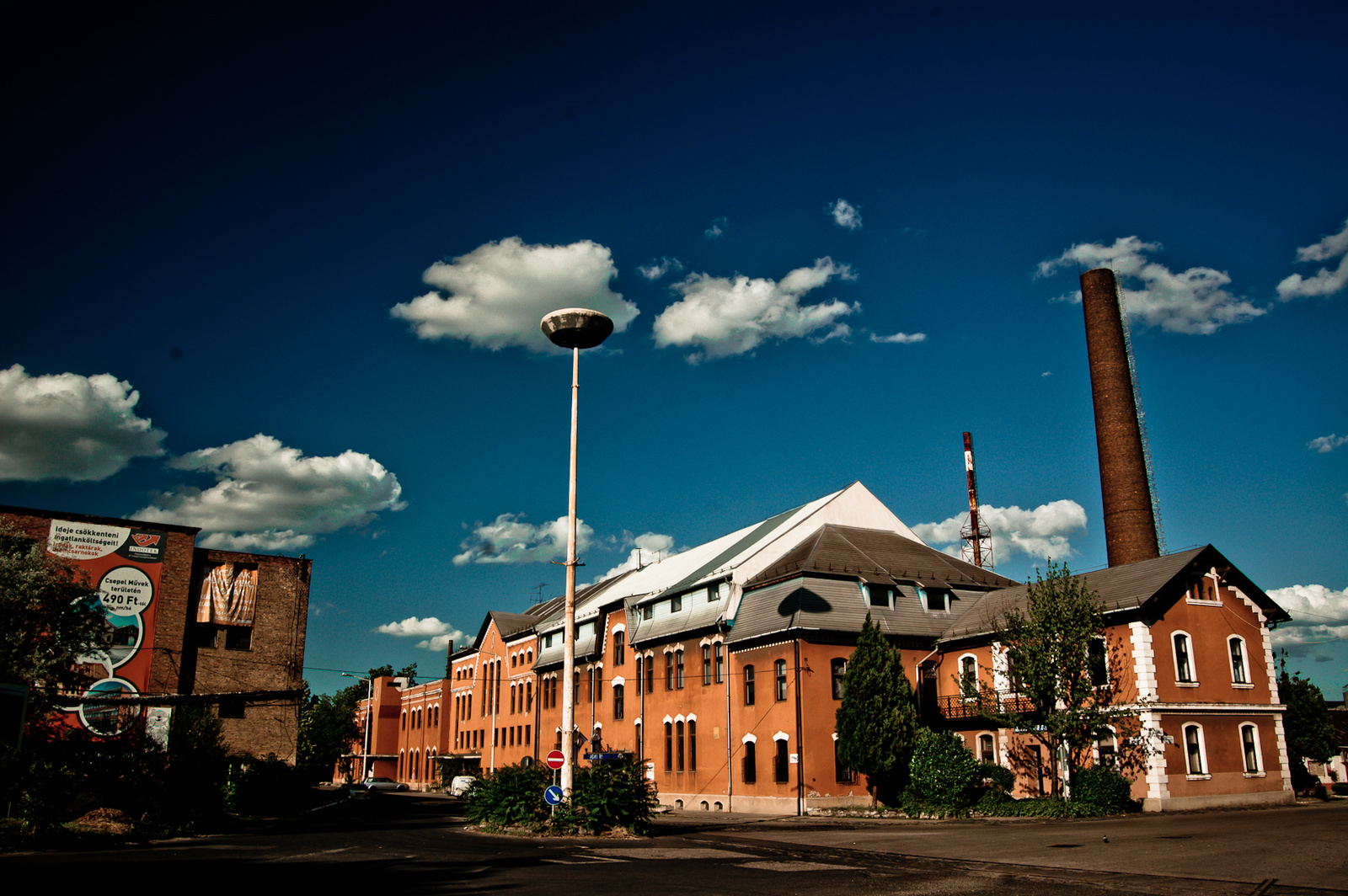
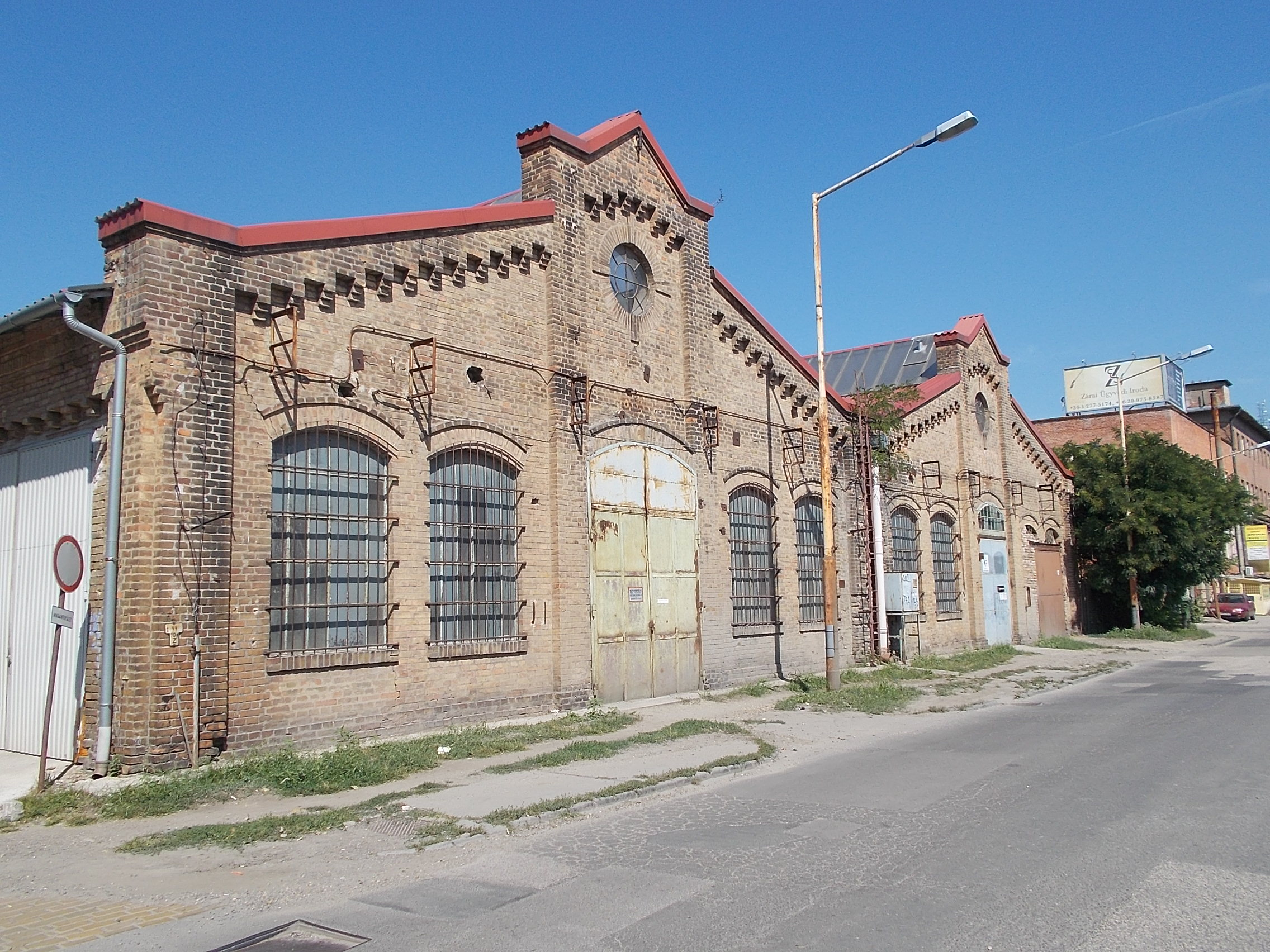
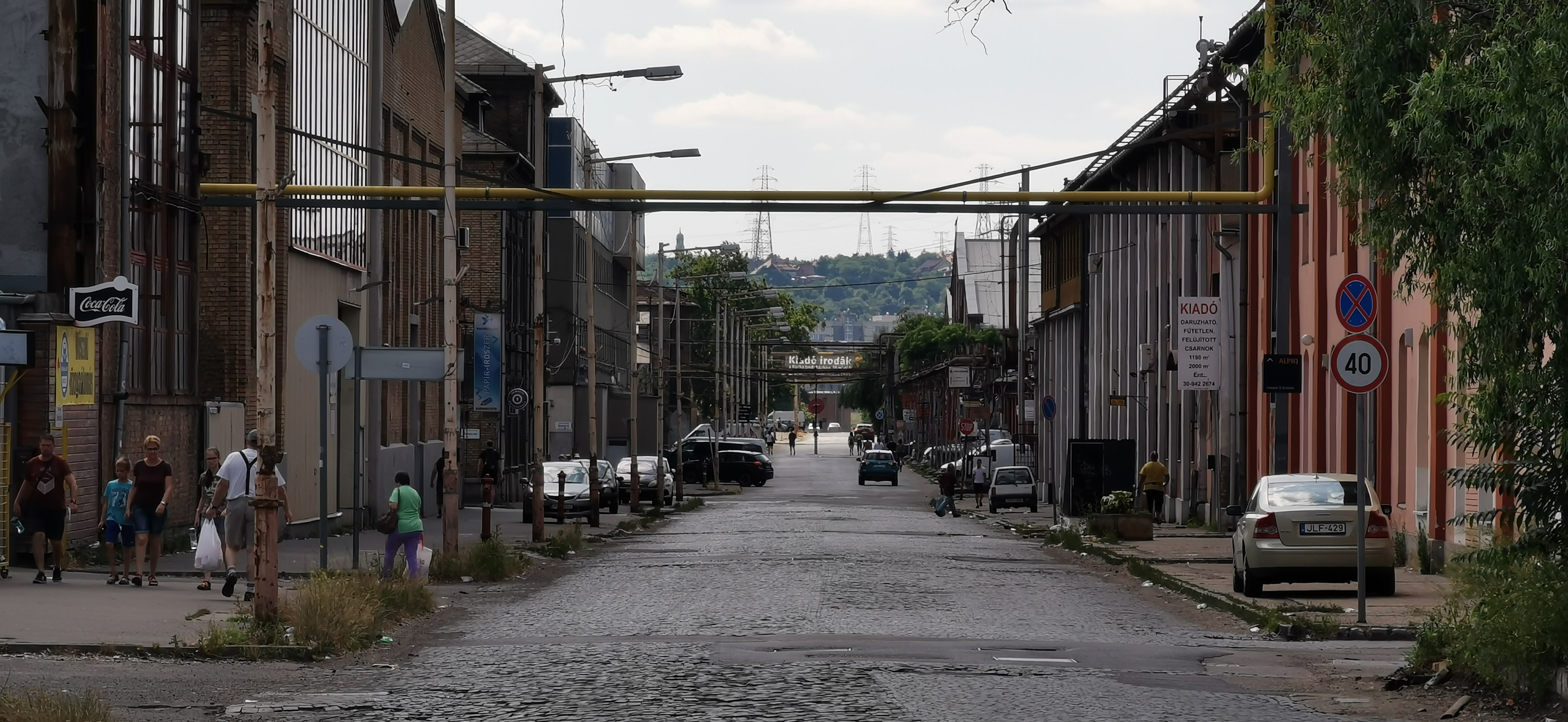
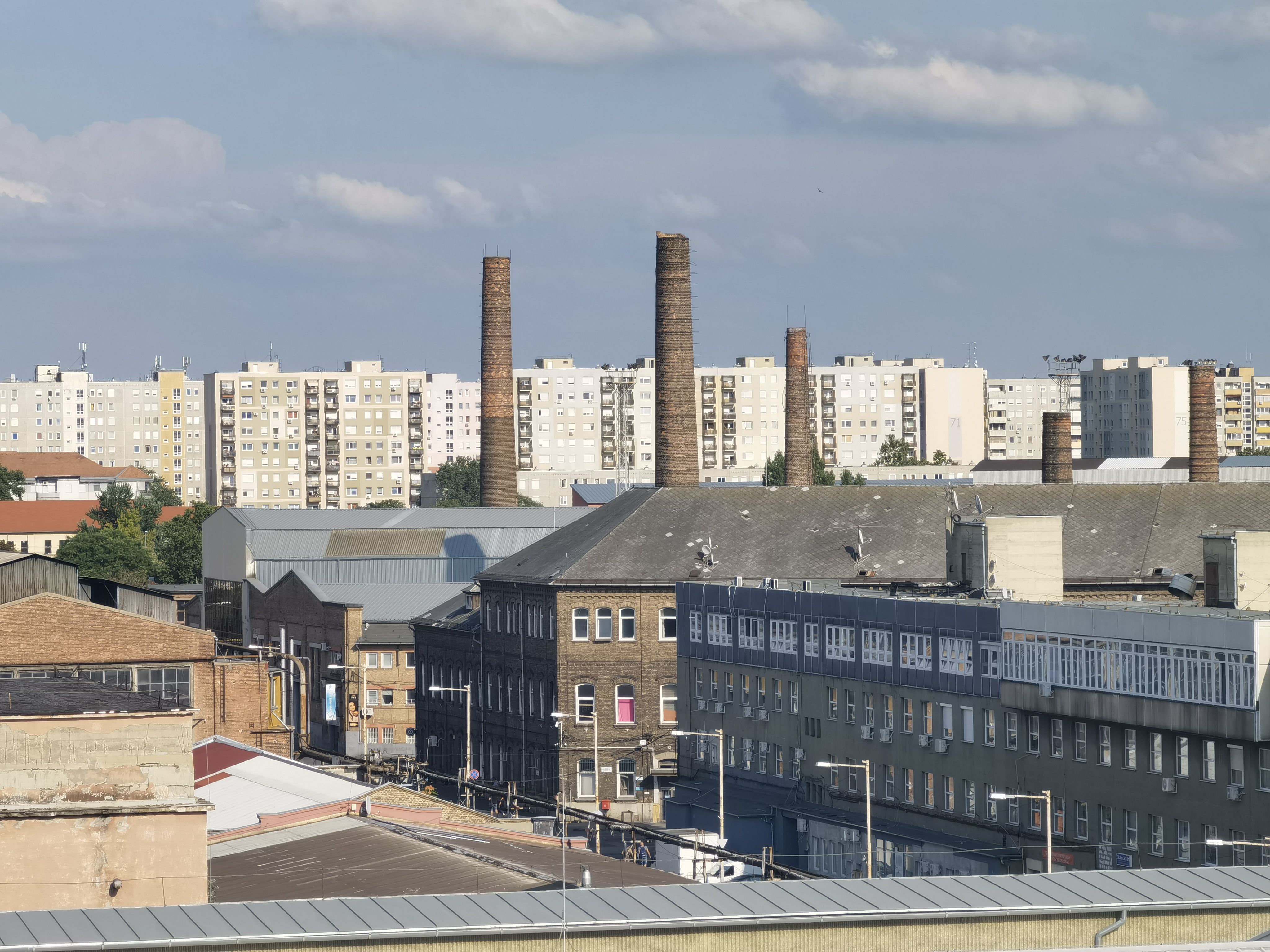
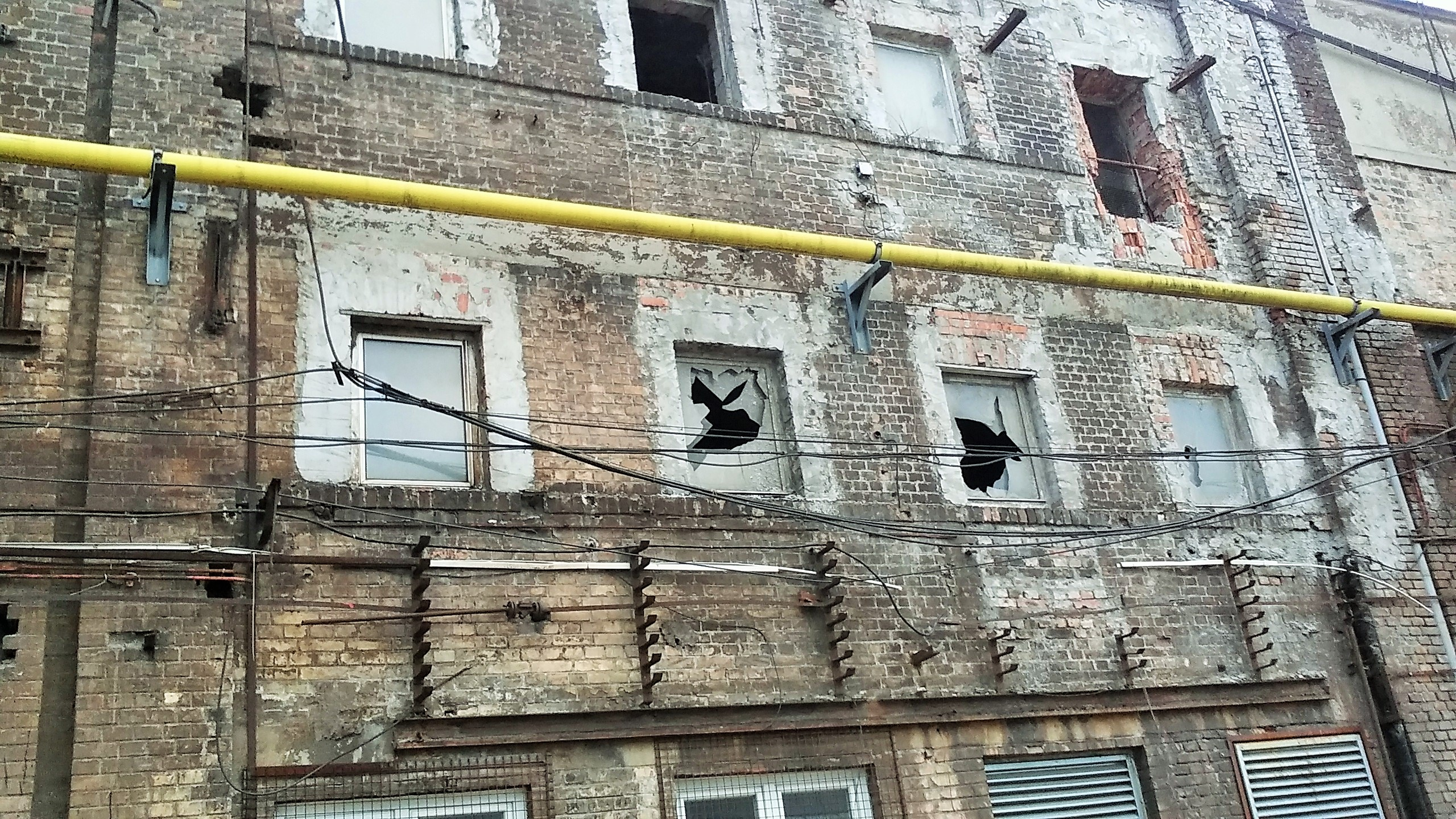

## Termékek
Varrógépek
Csepel 31
Csepel 103
Csepel 30
Pannonia 50
Pannonia 56-1
Pannonia 56-2
Pannonia 156
Csepel 60
Csepel 111
CS 600
CS 1600
Csepel játék varrógép
Gépjárművek
Biciklik
Szerszámgépek

## Vasúti kapcsolat
A 2012 óta Csepel-Gyártelep nevet viselő iparvidéken közel 60 km hosszban kiépült – de napjainkban már csupán részben használt – nagyvasúti iparvágányhálózattal rendelkezik, amely a Teller Ede út és a Corvin út találkozásánál, az úgynevezett csepeli elosztónál kapcsolódik össze az északabbi Szabadkikötő iparvágányaival. A vontatóvágány ezután a Corvin úttal, majd a Védgát úttal párhuzamosan keletre tart és a Gubacsi hídon halad át a Ráckevei-Dunaág felett. Ezután északra fordul, és a Soroksári út rendező vasútállomást követően Soroksári út vasútállomásnál kapcsolódik a Budapest–Kunszentmiklós-Tass–Kelebia-vasútvonalba. Érdekesség, hogy ebbe a vonalba kapcsolódott a Gubacsi híd csepeli hídfőjénél, a Ráckevei-Duna partján kanyarodó Csepeli Papírgyár iparvágánya is, amelyet azonban a 2000-es években felszedtek.